# گایا بی‌اچ۳
گایا بی‌اچ۳ (به انگلیسی: Gaia BH3) یا (Gaia DR3 4318465066420528000) یک منظومه دوگانه متشکل از یک ستاره رشته اصلی K2 فقیر از فلز است و به احتمال زیاد یک سیاهچاله ستاره‌وار است. گایا بی‌اچ۳ در فاصله ۱۸۳۹ سال نوری (۰٫۰۰۵۸ ± 0.5906 kpc) در صورت فلکی عقاب واقع شده است و تا سال ۲۰۲۴ آن را به سنگین‌ترین سیستم سیاهچالهٔ شناخته شده تبدیل می‌کند که دومین منظومه نزدیک به زمین است. گایا بی‌اچ۳ سومین سیاه‌چاله کشف شده از داده‌های نجومی گایا بی‌اچ۳ است.
سیاه‌چاله و ستاره تقریباً هر ۱۱٫۶ سال یک بار به دور منظومه مرکزی می‌چرخند. جرم سیاهچاله حدود ۳۲٫۷۰ جرم خورشیدی M☉ است، این سنگین‌ترین سیاه‌چاله ستاره‌ای که تا به امروز در کهکشان راه شیری ثبت شده است.